# Métairies-Saint-Quirin
 Métaires-Saint-Quirin  es una comuna        y población de Francia, en la región de Lorena, departamento de Mosela, en el distrito de Sarrebourg y cantón de Lorquin.
Su población en el censo de 1999 era de 259 habitantes.
Está integrada en la Communauté de communes du Pays des Deux Sarres .

## Demografía
| 269 | 247 | 208 | 233 | 251 | 259 |
| Para los censos de 1962 a 1999 la población legal corresponde a la población sin duplicidades (Fuente: INSEE [Consultar]) |     |     |     |     |     |